# Bolívar (Barinas)
Bolívar é um município da Venezuela localizado no estado de Barinas.
A capital do município é a cidade de Barinitas.